# Leopoldo Salvador da Áustria
Leopoldo Salvador da Áustria-Toscana (em alemão: Leopold Salvator Maria Joseph Ferdinand Franz von Assisi Karl Anton von Padua Johann Baptist Januarius Aloys Gonzaga Rainer Wenzel Gallus von Österreich-Toskana; 15 de outubro de 1863 – 4 de setembro de 1931), foi o primeiro filho do arquiduque Carlos Salvador da Áustria-Toscana e da princesa Maria Imaculada das Duas Sicílias.
Era um membro da Casa de Habsburgo-Lorena e detinha o título de Arquiduque da Áustria. Era Cavaleiro da Ordem do Tosão de Ouro.
No dia 24 de outubro de 1889, Leopoldo Salvador casou-se com a infanta Branca de Espanha, filha mais velha de Carlos, Duque de Madrid.